# Cedar Park (Texas)
Pour les articles homonymes, voir Cedar Park.
La ville américaine de Cedar Park est une ville américaine située dans la banlieue nord d'Austin dans l’’État du Texas à une vingtaine de kilomètres au nord de cette métropole. Elle est rattachée principalement au Williamson et pour une faible part au comté de Travis. L'agglomération qui comptait 685 habitants en 1960, a vu sa population croitre très fortement ces dernières décennies passant de 5 261 habitants en 1980 à  77 595 habitants selon le recensement de 2020.

## Historique
La région de Cedar Park était, avant l'arrivée des colons européens, habitée par plusieurs tribus amérindiennes notamment les Tonkawas, les Lipans et les Comanches. Des traces d'occupation permanente remontant à 5000 ans av. J.-C. ont été découvertes en 1983 sur le territoire de la ville. Au milieu du XIXe siècle l'endroit était appel Running Brushy du nom d'une source alimentant le ruisseau éponyme. En 1873 Georges et Harriet Cluck qui réalisait le convoyage de bétail sur la piste Chisholm depuis de nombreuses années achètent 133 hectares de terrains incluant la source et créent un ranch qui devient le cœur d'un hameau qui deviendra plus tard Cedar Park. Cette petite agglomération est située à une vingtaine de kilomètres au nord d'Austin la capitale de  l’État du Texas. Dix ans plus tard la compagnie de chemin de fer Austin and Northwestern Railroad construit une ligne passant par Cedar Park avec un arrêt sur le site. La petite agglomération est rebaptisée Bruggerhoff puis Cedar Park en 1892. Un petit jardin public de 2 000 m2 créé à cette époque près de la station de chemin de fer et devient un but d'excursion pour les habitants de la capitale Austin qui prennent le train.
L'agglomération qui ne compte que 300 habitants en 1960 commence à croitre avec la construction des premiers lotissements au cours des deux deux décennies suivantes. Cedar Park devient en 1973 une municipalité à la demande de ses habitants alors qu'elle compte désormais 1 765 habitants. Une bibliothèque est créée en 1978. Une tornade particulière violente dévaste le centre-ville en 1997. Des centres commerciaux s'installent sur le territoire de Cedar Park à compter de 2002. Le recensement de  2013 dénombre 58 000 habitants ce qui la classe au quatrième rang des villes américaines pour la croissance.